# ماهیچه سه‌سر بازو
ماهیچه سه‌سر بازویی (به لاتین: triceps brachii) در پشت استخوان بازو قرار داشته و یک برجستگی را در ناحیه پشت بازو ایجاد می‌کند. این ماهیچه در حرکت مفاصل شانه و آرنج نقش دارد. عصب‌گیری سه سر بازویی از عصب رادیال (ریشه‌های C6-C7-C8) است.

## مبدا و انتهای سه سر بازویی
همان‌طور که از نام ماهیچه سه سر بازویی مشخص است، این ماهیچه در مبدأ دارای سه سر تاندونی (وتری) است که عبارتنداز:
- سر دراز سه سر[۲]
- سر خارجی سه سر[۳]
- سر داخلی سه سر[۴]

ماهیچه‌ها با یکدیگر عمل متقابل دارند مثلاً:
ماهیچه سه سر بازویی وقتی منقبض می‌شود که ماهیچه دوسر منبسط شود و ساعد باز می‌شود.
ماهیچه سه سر بازویی وقتی منبسط می‌شود که ماهیچه دوسر منقبض شود و ساعد بسته می‌شود (خم می‌شود)
سر دراز ماهیچه سه سر از تکمه تحت دوری(اینفراگلنویید) استخوان کتف منشأ می‌گیرد ولی سرهای خارجی و داخلی ماهیچه از قسمت پشتی تنه استخوان بازو مبدأ می‌گیرند. سر داخلی از طریق سر خارجی و دراز پوشیده می‌گردد.
این ماهیچه در قسمت انتهایی، یک تاندون (وتر) مشترک دارد که به ناحیه پشتی زایده منقاری (اوله کرانون) استخوان اولنا متصل می‌گردد. چون سر دراز ماهیچه سه سر بازویی از مفصل شانه نیز عبور می‌کند، بنابراین این ماهیچه یک عضله دو مفصلی است.

## عملکرد سه سر بازویی
عمل اصلی ماهیچه سه سر، صاف کردن (اکستانسیون) مفصل آرنج است. سر دراز این ماهیچه با مفصل شانه در ارتباط بوده و در عمل صاف کردن شانه نیز نقش دارد، به نحوی که به ماهیچه‌های پهن بزرگ (لاتیسموس دورسی) و گرد بزرگ (ترس ماژور) در عمل صاف کردن شانه (اکستانسیون شانه) کمک می‌کند.

## نگارخانه

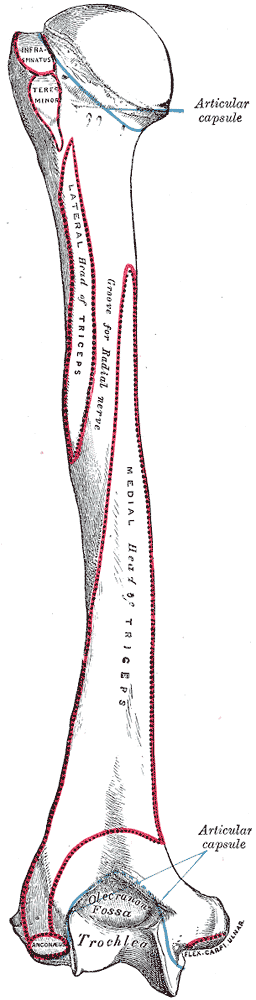
استخوان بازوی چپ از دید پشت
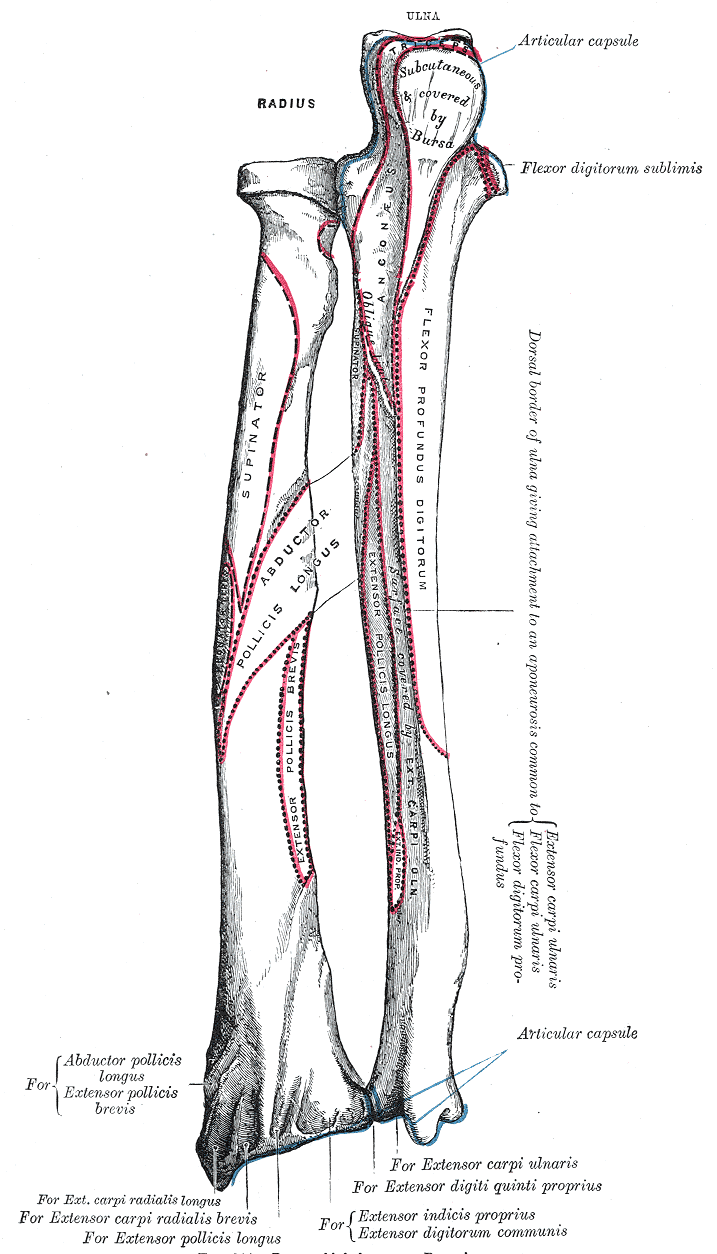
استخوانهای ساعد چپ از دید پشت
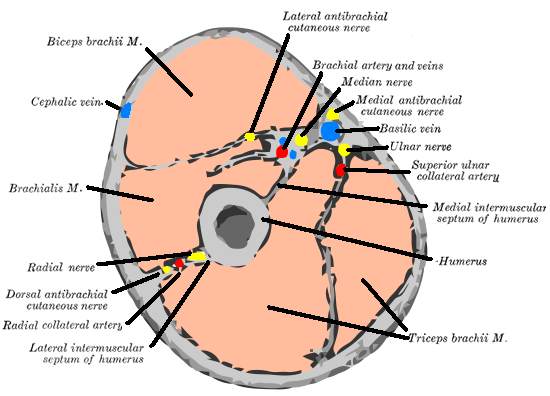
مقطعی عرضی از وسط بازو
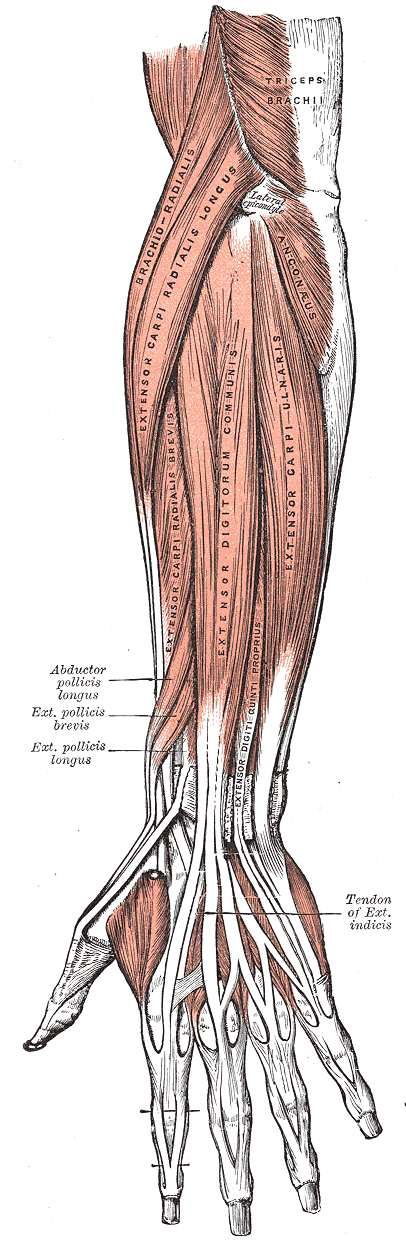
سطح پشت ساعد(ماهیچه‌های سطحی)
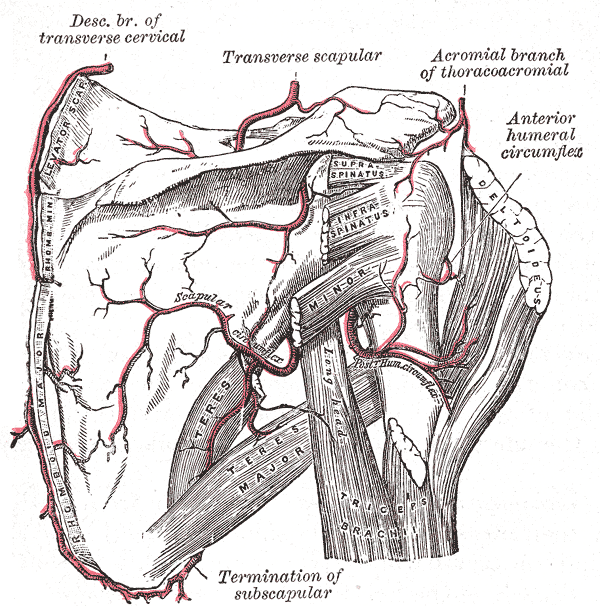
شریانهای دور کتف
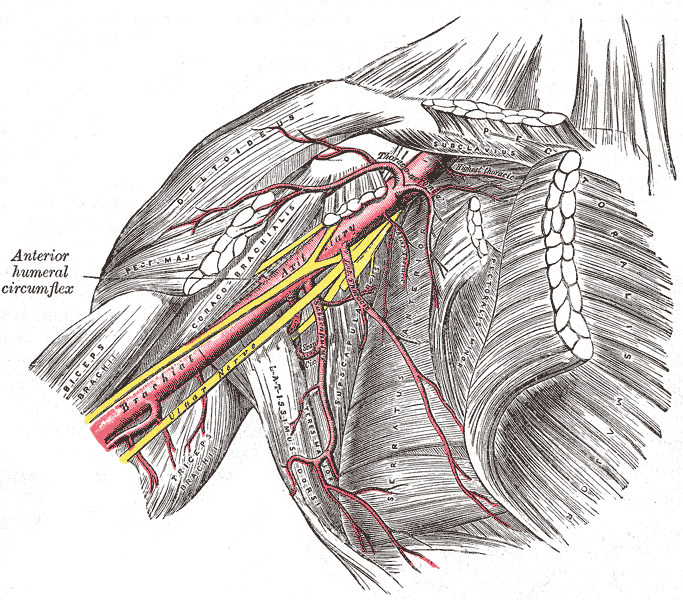
عروق زیر بغل و شاخه‌های آن
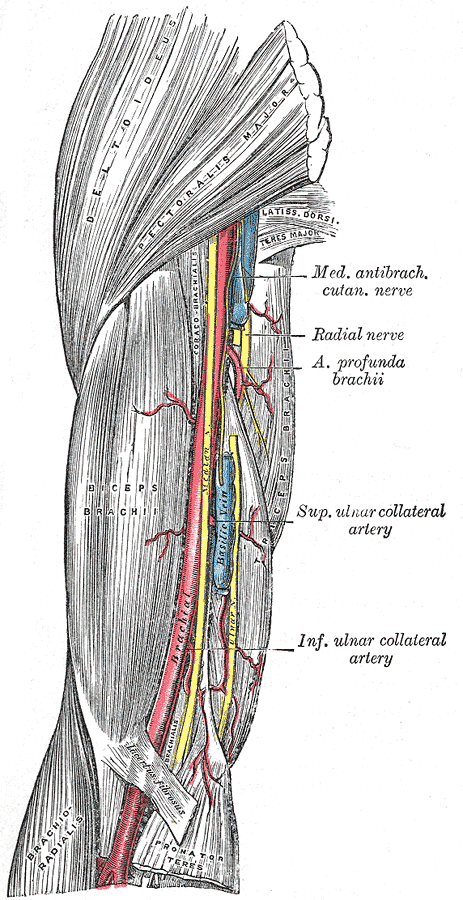
شریان بازویی
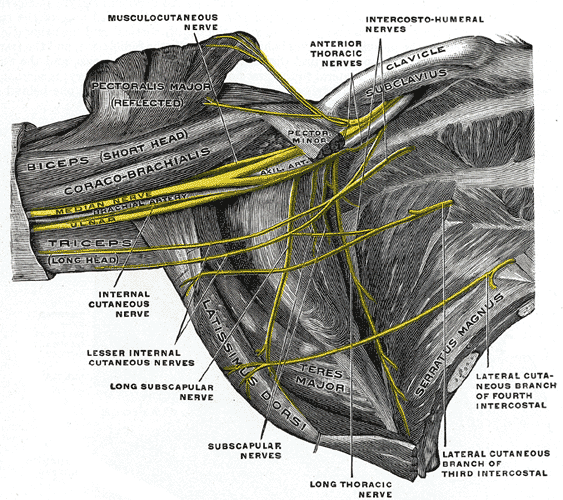
شبکهٔ به هم پیچیدهٔ تارهای ماهیچه‌ای در زیر بغل، تصویر از مقابل و زیر می‌باشد.